# Тёмные цесарки
Тёмные цесарки (лат. Agelastes) — род птиц из семейства цесарковых. В состав рода включают два вида, оба обитают в Африке. Ни у одного из видов не выделяют подвидов. Популяция обоих видов сокращается. Белобрюхую тёмную цесарку относят к Уязвимым видам.

## Описание
Оперение тела у обоих представителей рода чёрное, у белобрюхой тёмной цесарки с зелёным оттенком. Голова, вся или часть шеи не покрыты перьями. На ногах у самцов обоих видов есть шпоры. Самцы крупнее самок.

## Виды
Международный союз орнитологов выделяет два вида:
- Agelastes meleagrides Bonaparte, 1850 — Белобрюхая тёмная цесарка
- Agelastes niger (Cassin, 1857) — Чёрная тёмная цесарка